# Nowiny (powiat Olecki)
Nowiny (Duits: Neusaß) is een plaats in het Poolse woiwodschap Ermland-Mazurië, in het district Olecki. De plaats maakt deel uit van de gemeente Świętajno.